# 大嶼山試車場
大嶼山試車場（英語：Lantau Proving Ground）為香港汽車會於2012年向香港政府提交、計劃在大嶼山或者港珠澳大橋附近興建試車場的建議，用以提供場地予車主測試車輛的各樣性能，例如測試車輛的最高馬力、加速度、飄移能力及急速煞車等，同時可以用作舉辦新款車輛發怖會及教授高級駕駛課程，以推廣高級駕駛及加強駕駛安全理念，亦會定期舉辦大型車展及嘉年華等等活動。此外，以此填補香港作為亞太區唯一一個沒有賽車場甚至是正規試車道的國際都會，同時藉此推廣香港賽車運動，用以舉辦國際賽事，提升香港旅遊業的競爭力，及減少非法賽車活動。

## 歷史

### 建議興建賽車場
1994年起至2012年前，香港汽車業界3度向香港政府申請興建賽車場，選址包括在舊啟德機場、大嶼山及科技園等。期間於香港回歸後，首屆香港特別行政區政府表示考慮在大嶼山撥出土地用以興建賽車場，不過亞洲金融風暴到臨，引致香港經濟出現空前危機，撥出土地以興建賽車場之建議頓成泡影。
2000年代，香港政府提出發展大嶼山為旅遊中心。2004年3月，香港汽車會向香港政府建議在大嶼山興建賽車場，被納入由時任政務司司長唐英年所領導的大嶼山發展專責小組所推展的《大屿山发展概念计划》第二阶段谘询中，結果並無接獲任何反對意見。同年7月月中，香港汽車會向香港政府提交賽車場的初步設計方案，建議在大嶼山擬作物流園、一幅佔地40公頃的擴建用地上興建一座多用途賽車場，外圍設有一條撱圓形、繞圈式賽道（類似美國印第安納波利斯賽車場），圈內再分别興建可以供進行三級方程式、高卡車及電單車障礙賽的賽道。預算耗資5億港元，最快於2010年落成；於啟用後，預計每年可以吸引25萬名遊客及帶來逾10億港元經濟效益。時任民政事務局局長何志平表示，賽車運動符合香港體育發展政策，正在對有關建議積極地考慮及審慎研究中。惟最終物流園流產，旁邊的賽車場亦被告吹。
2005年6月23日，香港電影《頭文字D》受到觀眾熱烈歡迎，劇情中描述的飄移更成為了不少人模仿的駕駛技術。同年7月15日，逾40個機構（包括香港汽車會和香港超級跑車會）、團體和逾600名公眾人士（包括余錦基、尹志強、楊受成、康寶駒和陳少寶等知名公眾人士、李英健、仇偉冠、潘德俊和關兆昌賽車手，以及鍾蔭祥、王宏泰、蔣世昌和石國強區議員）在香港報章上聯署刊登廣告，要求「香港須建賽車場，刻不容緩！」，以提供駕駛以及賽車訓練的場地。

### 更改建議興建試車場
2011年，香港賽車會聯同香港政府舉辦一級方程式賽車在中環龍和道之表演活動，吸引約35,000名觀眾夾道欣賞，反映賽車活動在香港具備有莫大吸引力。2012年6月12日，在香港汽車會邁向95周年的餐宴活動上，新任香港汽車會會長表示考慮退而求其次，放棄興建賽車場之建議，更改為建議興建試車場。他表示，香港汽車會曾經為此建議針對鄰近地區進行過相關的資料搜集，包括中國大陸、臺灣、韓國、日本、菲律賓、泰國及馬來西亞等均有賽車場，單計最鄰近的臺灣、中國大陸及日本，就分別有5座、12座和21日附合國際汽車聯盟所認可的國際賽車場地。就此，香港汽車會表示將會向當時即將上任為香港行政長官的梁振英建議，在大嶼山或者港珠澳大橋附近興建試車場。
2018年1月2日，體育專員楊德強表示，汽車會在2017年遞交建議書，建議希望在大嶼山欣澳有正式賽車場地，目前政府內部正在審議中，會配合大嶼山發展規劃去做，完成內部審議會再與相關機構和當區區議會討論。余錦基表示，2017年已向港協暨奧委會及政府遞交建議書，爭取一個賽車場地「就算做不到大跑道都好，做一條小型賽車道」。

## 財政
香港汽車會建議試車場的選擇地址以不騷擾居民為主要原則，會長余錦基指出大嶼山和港珠澳大橋附近都是理想選擇地址，他希望香港政府可以租出有關土地，讓香港汽車會負責設計，預計費用約為1億港元。香港汽車會相信屆時不同車行及車會都會樂意贊助相關設施。

## 效益
香港汽車會會長余錦基表示，試車場可以給予車主提出駕馭車輛能力的場所，例如駕駛者可以學習於雨天輪胎過滑的環境下駕駛，更為保障駕駛者及其他道路使用者。
余錦基亦估計試車場附近可以衍生二手車及輪胎買賣、汽車代理等商業機會。此外，試車場只是讓公眾認識賽車運動的起步點，他希望香港未來可以舉辦國際賽事，例如澳門每年舉辦賽車活動可以帶來幾十億港元的經濟收益。現時香港周邊地區及國家，包括中國大陸、日本及新加坡等，都最少有一個可以用來舉辦國際賽事的賽車場，他認為香港亦應該發展汽車運動，與國際接軌。